# Častohostice
Častohostice település Csehországban, a Třebíči járásban. Častohostice Blížkovice, Moravské Budějovice, Nové Syrovice és Láz településekkel határos. Lakosainak száma 189 fő (2024. január 1.).

## Népesség
A település lakosságának változását az alábbi diagram mutatja:
| Lakosok száma | 307  | 311  | 310  | 274  | 220  | 179  | 190  | 190  | 185  | 189  |
|               | 1869 | 1890 | 1921 | 1950 | 1980 | 2001 | 2017 | 2019 | 2022 | 2024 |